# Bulung'ur
Bulung'ur (em usbeque: Bulung’ur/Булунғур) é uma cidade da província de Samarcanda, no Uzbequistão. É a capital do distrito homônimo. A população da cidade era de 29.200 habitantes em 2016.